# Grenzfall (Zeitschrift)
Der grenzfall war eine politische Untergrundzeitschrift (Samisdat) der DDR-Opposition, die ab 1986 in Ost-Berlin herausgegeben wurde. Es erschienen insgesamt 17 Ausgaben.
Der grenzfall wurde herausgegeben von Mitgliedern der Initiative Frieden und Menschenrechte.
Am 29. Juni 1986, zum Tag der Friedenswerkstatt in der Berliner Erlöserkirche, erscheint die erste Ausgabe der Zeitschrift grenzfall, herausgegeben und hergestellt von den IFM-Mitarbeitern Peter Grimm, Ralf Hirsch, Peter Rölle, Dirk Sarnoch (die ersten beiden Ausgaben) und Rainer Dietrich (vom Ministerium für Staatssicherheit als Inoffizieller Mitarbeiter IM „Cindy“ geführt).
Die Untergrund-Samisdat-Zeitschrift grenzfall zeigt schon mit dem Titelbild der ersten Nummer explizit und unzweideutig ihre Zielsetzung: Grenz-Fall im Sinne von Mauer-Fall oder Zerstörung der Staatsgrenze und mithin des DDR-Staates. Die Zeitschrift wurde 1986 bis 1987 in Ost-Berlin in 17 Ausgaben herausgegeben. 
Wurden die ersten beiden Ausgaben in einer Auflage von ca. 50 Exemplaren auf Fotopapier hergestellt, erreichten die mit Ormig-Hektografie vervielfältigten bis zu 800 Exemplare, aber erst durch die Vervielfältigungstechnik mit Wachs-Matrize konnten Auflagen von über 1000 Exemplaren hergestellt werden. 
Gedruckt wurde in wechselnden Wohnungen und in der Umwelt-Bibliothek (UB) in der Zionskirchgemeinde, wo auch die Umweltblätter erschienen sind. 
Weitere Mitarbeiter und Unterstützer waren unter anderem Bärbel Bohley und Gerd Poppe. In der Nacht vom 24. auf den 25. November 1987 wurde in der „Aktion Falle“ vom Ministerium für Staatssicherheit (MfS) die Umwelt-Bibliothek durchsucht, sieben UB-Mitarbeiter wurden verhaftet. Dank der öffentlichen Berichterstattung in bundesdeutschen Medien sowie Mahnwachen und Solidaritätsbekundungen in der DDR erlangte die Zeitschrift größere Bekanntheit und die Verhafteten kamen wieder frei.
2011 erschien im Avant-Verlag eine Comic-Adaption der Oppositions-Geschichte von Peter Grimm und des grenzfalls, die  mit Mitteln der Bundesstiftung zur Aufarbeitung der SED-Diktatur gefördert wurde und auch als Unterrichtsmaterial in Schulen eingesetzt werden soll.